# Hesperoptenus doriae
Hesperoptenus doriae é uma espécie de morcego da família Vespertilionidae. É endêmica da Malásia, onde é conhecido somente o holótipo de Sarawak (Bornéu), e um único espécimen de Selandor na Península Malaia. Está ameaçada de extinção pela perda de habitat.